# アルベール2世 (ベルギー王)
アルベール2世（フランス語: Albert II、1934年6月6日 - ）は、第6代ベルギー国王（在位：1993年8月9日 - 2013年7月21日）。
全名はアルベール・フェリックス・アンベール・テオドール・クリスチャン・ウジェーヌ・マリー・ド・ベルジック（フランス語: Albert Félix Humbert Théodore Christian Eugène Marie de Belgique、オランダ語: Albert Felix Humbert Theodoor Christiaan Eugène Marie van België、ドイツ語: Albert Felix Humbert Theodor Christian Eugen Maria von Belgien）。
妃はイタリアのルッフォ・ディ・カラブリア公爵フルコ8世の娘であるパオラ・ルッフォ・ディ・カラブリア。姉に前ルクセンブルク大公ジャンの妃ジョゼフィーヌ＝シャルロット、兄に第5代国王ボードゥアン1世がいる。

## 経歴
第4代国王レオポルド3世の第3子。即位前はリエージュ公であった。兄の第5代国王ボードゥアン1世には子供がいなかったため、長らく推定相続人の立場にあった。

### 幼少期から青年期・リエージュ公時代
1934年6月6日、ブラバント公爵レオポルド3世と、スウェーデン国王オスカル2世の三男ヴェステルイェートランド公カールの三女アストリッドとの間に次男として生まれる。
幼少期をフランス、スペインで、またブリュッセルで過ごし、母親の事故死と第二次世界大戦を経験する。1935年8月29日に国王と王妃がスイスのキュスナハトにある別荘近くの道をドライブ中、レオポルド3世が運転を誤り車がルツェルン湖に転落し、この事故で母である王妃アストリッドが崩御した。
その後、第二次世界大戦が勃発、1940年5月に、ベルギーは降伏する。一家はドイツへと移送された。アルベールの10歳の誕生日である1944年6月6日にノルマンディー上陸作戦が決行される。その後、一家はアメリカ軍によって1945年5月7日に解放される。しかし、彼ら一家は即座に帰国出来たわけではない。戦後処理と国内問題によって1950年7月までスイスでの亡命生活を強いられる。
1950年8月の帰国後にレオポルド3世は退位を発表した。翌1951年7月17日に兄のブラバント公ボードゥアン王太子が即位した。
1953年にアルベールは自ら志願して海軍に入隊した。1954年に少尉、1957年に中尉、1959年に大尉となり、最終的には1971年に中佐となる。
1959年7月2日、イタリアのルッフォ・ディ・カラブリア公爵フルコ8世の娘であるパオラ・ルッフォ・ディ・カラブリアと結婚した。その後はベルギー赤十字やベルギーオリンピック委員会の名誉職に就いた。

### 国王時代
1993年7月31日、スペイン南部に滞在中だった兄ボードゥアン1世が、心不全により崩御した。兄王には子供がいなかったため、同年8月9日、リエージュ公アルベールは新国王アルベール2世として即位した。アルベールが先代の国王たちと違ったのは、オランダ語系住民とフランス語系住民の対立（言語戦争）が続いたため、1993年にフラマンとワロンとの区分を主とする連邦制に移行したことで、連邦国家の国王となったところである。1994年2月17日に新憲法に署名した。アルベール2世はドイツ語を含めた3つの言語の理解を促進、地域融和を訴える。アルベール2世は人種差別や排外主義をスピーチの中で定期的に非難し、積極的に機会均等と人種差別との闘いのためのセンターや多文化社会支援団体のサポートをしている。即位以来、極右主義的な人物ないし彼の意図に反する人物を王宮のレセプションに招待していない。また、第一次世界大戦終結の祝祭日である11月11日に毎年式典を主宰し、ベルギーの全国慰霊委員会など様々な愛国団体を支援している。EUの取り組みにも支持を表明している。
アルベール2世は宗教的な価値観に囚われず、自らの信仰とは別に議会の決定を尊重するとしている。兄が妊娠中絶法案に反対したのとは違い、安楽死や同性婚を認める法案に署名している。
2010年に総選挙が行われた際に、連立交渉の難航により政権が1年以上発足できない事態に見舞われた（ベルギーの政治空白）。アルベール2世は演説で、強い政府を形成するため、国の未来を救うために妥協点を見つけるべきだと各党首に訴え、この危機への解決策を達成する粘り強さを示した。

### 譲位
2013年7月3日、国民向けのテレビ演説において、高齢や健康状態を理由に退位する意向を表明、建国記念日である同月21日に、長男のブラバント公フィリップに譲位した。退位後も「ベルギー国王アルベール2世陛下」の称号と尊称は維持される。
生前に退位を行ったベルギー王は、1951年に退位したレオポルド3世に次いで2人目である。
退位の理由として、年齢や健康問題の他に、ベルギー王室には豪華なヨット購入や相続税逃れ疑惑が浮上し、国民の不満が高まっており、これから逃れるためという説もある。また、2013年6月にはアルベール2世の「隠し子」だと主張する女性がブリュッセルの裁判所で訴訟を起こすという騒動が発生しており、これらの批判をかわすという側面も指摘されている。また、後継者フィリップは国王としての才覚に欠けるとの評価もあり、2014年に予定されている選挙を前に、フィリップが政治経験を積む期間を設けるためであったとの説もある。

## 家族
パオラ王妃との間に2男1女を儲けた。
- フィリップ（1960年 - ）第7代ベルギー国王
- アストリッド（1962年 - ）オーストリア=エステ大公ローレンツ妃
- ロラン（1963年 - ）

孫はベルギー王太子であるブラバント女公エリザベートをはじめ、合わせて12人いる。2016年には初曾孫となるオーストリア＝エステ大公女アンナ・アストリッド（第一王女アストリッドの孫、アルベール2世の初孫であるアメデオ王子の長女）が誕生した。

### 系図
| （ザクセン＝コーブルク＝ゴータ家） |               |               |               |               |               |                            |                            |                            |                            |                            |                            |                          |                          |                          |                          |                          |                          |  |  |  |  |  |  |  |  |  |  |  |  |  |  |  |  |  |  |  |  |  |  |  |  |  |  |  |  |  |  |  |  |  |  |  |  |
|                                    |               |               |               |               |               |                            |                            |                            |                            |                            |                            |                          |                          |                          |                          |                          |                          |  |  |  |  |  |  |  |  |  |  |  |  |  |  |  |  |  |  |  |  |  |  |  |  |  |  |  |  |  |  |  |  |  |  |  |  |
| レオポルド1世                      |               |               |               |               |               |                            |                            |                            |                            |                            |                            |                          |                          |                          |                          |                          |                          |  |  |  |  |  |  |  |  |  |  |  |  |  |  |  |  |  |  |  |  |  |  |  |  |  |  |  |  |  |  |  |  |  |  |  |  |
|                                    |               |               |               |               |               |                            |                            |                            |                            |                            |                            |                          |                          |                          |                          |                          |                          |  |  |  |  |  |  |  |  |  |  |  |  |  |  |  |  |  |  |  |  |  |  |  |  |  |  |  |  |  |  |  |  |  |  |  |  |
|                                    |               |               |               |               |               |                            |                            |                            |                            |                            |                            |                          |                          |                          |                          |                          |                          |  |  |  |  |  |  |  |  |  |  |  |  |  |  |  |  |  |  |  |  |  |  |  |  |  |  |  |  |  |  |  |  |  |  |  |  |
| レオポルド2世                      | レオポルド2世 | レオポルド2世 | レオポルド2世 | レオポルド2世 | レオポルド2世 | （フランドル伯）フィリップ | （フランドル伯）フィリップ | （フランドル伯）フィリップ | （フランドル伯）フィリップ | （フランドル伯）フィリップ | （フランドル伯）フィリップ |                          |                          |                          |                          |                          |                          |  |  |  |  |  |  |  |  |  |  |  |  |  |  |  |  |  |  |  |  |  |  |  |  |  |  |  |  |  |  |  |  |  |  |  |  |
| レオポルド2世                      | レオポルド2世 | レオポルド2世 | レオポルド2世 | レオポルド2世 | レオポルド2世 | （フランドル伯）フィリップ | （フランドル伯）フィリップ | （フランドル伯）フィリップ | （フランドル伯）フィリップ | （フランドル伯）フィリップ | （フランドル伯）フィリップ |                          |                          |                          |                          |                          |                          |  |  |  |  |  |  |  |  |  |  |  |  |  |  |  |  |  |  |  |  |  |  |  |  |  |  |  |  |  |  |  |  |  |  |  |  |
|                                    |               |               |               |               |               | アルベール1世              |                            |                            |                            |                            |                            |                          |                          |                          |                          |                          |                          |  |  |  |  |  |  |  |  |  |  |  |  |  |  |  |  |  |  |  |  |  |  |  |  |  |  |  |  |  |  |  |  |  |  |  |  |
|                                    |               |               |               |               |               |                            |                            |                            |                            |                            |                            |                          |                          |                          |                          |                          |                          |  |  |  |  |  |  |  |  |  |  |  |  |  |  |  |  |  |  |  |  |  |  |  |  |  |  |  |  |  |  |  |  |  |  |  |  |
|                                    |               |               |               |               |               |                            |                            |                            |                            |                            |                            |                          |                          |                          |                          |                          |                          |  |  |  |  |  |  |  |  |  |  |  |  |  |  |  |  |  |  |  |  |  |  |  |  |  |  |  |  |  |  |  |  |  |  |  |  |
|                                    |               |               |               |               |               | レオポルド3世              | レオポルド3世              | レオポルド3世              | レオポルド3世              | レオポルド3世              | レオポルド3世              | （フランドル伯）シャルル | （フランドル伯）シャルル | （フランドル伯）シャルル | （フランドル伯）シャルル | （フランドル伯）シャルル | （フランドル伯）シャルル |  |  |  |  |  |  |  |  |  |  |  |  |  |  |  |  |  |  |  |  |  |  |  |  |  |  |  |  |  |  |  |  |  |  |  |  |
|                                    |               |               |               |               |               | レオポルド3世              | レオポルド3世              | レオポルド3世              | レオポルド3世              | レオポルド3世              | レオポルド3世              | （フランドル伯）シャルル | （フランドル伯）シャルル | （フランドル伯）シャルル | （フランドル伯）シャルル | （フランドル伯）シャルル | （フランドル伯）シャルル |  |  |  |  |  |  |  |  |  |  |  |  |  |  |  |  |  |  |  |  |  |  |  |  |  |  |  |  |  |  |  |  |  |  |  |  |
|                                    |               |               |               |               |               |                            |                            |                            |                            |                            |                            |                          |                          |                          |                          |                          |                          |  |  |  |  |  |  |  |  |  |  |  |  |  |  |  |  |  |  |  |  |  |  |  |  |  |  |  |  |  |  |  |  |  |  |  |  |
|                                    |               |               |               |               |               | ボードゥアン1世            | ボードゥアン1世            | ボードゥアン1世            | ボードゥアン1世            | ボードゥアン1世            | ボードゥアン1世            | アルベール2世            | アルベール2世            | アルベール2世            | アルベール2世            | アルベール2世            | アルベール2世            |  |  |  |  |  |  |  |  |  |  |  |  |  |  |  |  |  |  |  |  |  |  |  |  |  |  |  |  |  |  |  |  |  |  |  |  |
|                                    |               |               |               |               |               | ボードゥアン1世            | ボードゥアン1世            | ボードゥアン1世            | ボードゥアン1世            | ボードゥアン1世            | ボードゥアン1世            | アルベール2世            | アルベール2世            | アルベール2世            | アルベール2世            | アルベール2世            | アルベール2世            |  |  |  |  |  |  |  |  |  |  |  |  |  |  |  |  |  |  |  |  |  |  |  |  |  |  |  |  |  |  |  |  |  |  |  |  |
|                                    |               |               |               |               |               |                            |                            |                            |                            |                            |                            | フィリップ               |                          |                          |                          |                          |                          |  |  |  |  |  |  |  |  |  |  |  |  |  |  |  |  |  |  |  |  |  |  |  |  |  |  |  |  |  |  |  |  |  |  |  |  |

### 隠し子
アルベール2世がシベル・ド・セリス＝ロンシャン女男爵と愛人関係にあったことは、ベルギー国民の公然の秘密とされてきた。1999年、パオラ王妃の非公認の伝記によって、ベルギーのアーティスト、デルフィーヌ・ボエル（Delphine Boël）がアルベール2世とセリスとの間に1968年に儲けた隠し子であるとの疑惑が持ち上がった。2013年、アルベール2世が健康上の理由で生前退位したことにより不訴追特権を失い、訴追することが可能となったため、デルフィーヌは認知を求めて提訴した。アルベール2世がデルフィーヌを呼び出し、自分の子ではないことを通告したことが提訴のきっかけになったとも言われる。
その後、裁判でアルベール2世はデルフィーヌとは一切の関係がないと主張し、2018年には裁判所よりDNA鑑定を求められたが拒否した。2019年5月、DNA鑑定を拒否した場合1日5000ユーロ（約60万円）の罰金を支払うよう裁判所が命じたため、ようやくDNA鑑定に応じ、その結果デルフィーヌは法的な父親（セリスの夫）ジャック・ボエルとは血縁関係がないことが明らかとなり、裁判所はこれをもってデルフィーヌの実父はアルベール2世であると推測されるとした。
2020年1月27日、アルベール2世は弁護士を通じてこれ以上は争わないと表明し、デルフィーヌを実の娘と正式に認めた。アルベール2世にとって4番目の子供ということになる。2020年10月2日にベルギーの控訴裁判所はデルフィーヌを王女と認定し、兄や姉と同じ待遇を受ける権利があると評決した。

## 栄典
- 大勲位菊花章頸飾
- ロイヤル・ヴィクトリア勲章
- イタリア共和国功労勲章
- 金羊毛騎士団
- ドイツ連邦共和国功労勲章
- 聖マウリッツィオ・ラザロ勲章

ベルギー国王にはイギリス君主からガーター勲章が贈られるのが慣例だったが、アルベール2世には贈られなかった。これはイギリス女王エリザベス2世がボードゥアン1世の葬儀に出席した際、葬列の最前列を求めたのに対して、ベルギー側が「最前列は最も親しかった王族専用にしたい」と断ったことを女王が恨みに思い、その意趣返しだったといわれている。

## 日本との関わり
1934年6月8日付で、アルベール王子誕生を祝して昭和天皇が祝電を発し、ベルギー側は9日に受領したと答電があった。
1958年、ブリュッセル万国博覧会が開催された際、アルベール王子（当時）は、訪白した高松宮宣仁親王と同妃喜久子を歓待し、日本館では喜久子妃に箸の持ち方を習った。
1963年頃、海外経験の無い香淳皇后が外遊を望んでいることを知った喜久子妃は、吉田茂元首相を介して佐藤栄作首相に、昭和天皇・香淳皇后の外遊の話を伝えた。同時期に来日したアルベール王子に対しても、晩餐会の席上で喜久子妃は天皇・皇后の外遊について話し、外遊経験が無いことに驚いたアルベール王子は兄ボードゥアン1世に働きかけることを約束した。
その後、宣仁親王とアルベール王子の間で親書が交換され、佐藤首相や宇佐美毅宮内庁長官らとの協議を経て、ベルギーを含む欧州各国への訪問が実現した。